# گورستان سفید کل (سفید کر)
گورستان سفید کل (سفید کر) مربوط به پیش از اسلام است و در شهرستان املش، بخش رانکوه، روستای سیاه کوه واقع شده و این اثر در تاریخ ۲ آبان ۱۳۸۲ با شمارهٔ ثبت ۱۰۶۶۲ به‌عنوان یکی از آثار ملی ایران به ثبت رسیده است.